# Hyloxalus italoi
Hyloxalus italoi es una especie de anfibio anuro de la familia Dendrobatidae.

## Distribución geográfica
Esta especie se encuentra en las provincias de Pastaza y Morona-Santiago en Ecuador y en la región de Amazonas en Perú, entre los 200 y 1000 m sobre el nivel del mar en la ladera oriental de la Cordillera Oriental.

## Descripción
Los machos miden de 19 a 27 mm y las hembras de 21 a 30 mm.

## Etimología
Esta especie lleva el nombre en honor a Ítalo G. Tapia.

## Publicación original
- Páez-Vacas, Coloma & Santos, 2010: Systematics of the Hyloxalus bocagei complex (Anura: Dendrobatidae), description of two new cryptic species, and recognition of H. maculosus. Zootaxa, n.º 2111, p. 1-75.[3]